# Willie le gentleman
Willie le gentleman (France) ou La Mélodie du concierge (Québec) (My Fair Laddy) est le 12e épisode de la saison 17 de la série télévisée d'animation Les Simpson.

## Synopsis
Un nouveau professeur de gymnastique arrive à l'école. Très vite, il est craint par les élèves car il ne fait que les bombarder de balles. Un jour, Bart décide de se venger en lançant sur le professeur une balle remplie d'eau congelée. Mais Bart manque sa cible et détruit la cabane de Willie ; il se voit obligé d'aider Willie à reconstruire sa cabane. Marge, très peinée pour Willie, décide de l'inviter à passer quelques jours chez elle le temps que sa cabane soit reconstruite. Pour qu'il s'intègre mieux à la société, Lisa décide d'en faire un gentleman.

## Réception
L'épisode a été classé comme le 25e meilleur de tous les épisodes par AOL - et comme le 1er meilleur de la 17e saison par IGN.